# Citoyen d'honneur (film, 2022)
Pour les articles homonymes, voir Citoyen d'honneur.
Pour plus de détails, voir Fiche technique et Distribution.
Citoyen d'honneur est un film français réalisé par Mohamed Hamidi et sorti en 2022. Il s'agit d'un remake du film argentin du même nom sorti en 2016 de Mariano Cohn et Gastón Duprat.

## Synopsis
Samir Amin est un écrivain comblé, Prix Nobel de littérature, qui vit à Paris, loin de son pays natal, l'Algérie. Il refuse systématiquement toutes les invitations qui lui sont faites. Jusqu'au jour où il décide d'accepter d'être fait «Citoyen d'honneur» de Sidi Mimoun, la petite ville où il est né. Mais est-ce vraiment une bonne idée que de revoir les habitants de cette ville, qui sont devenus, d'année en année, les personnages de ses différents romans ?

## Fiche technique
Sauf indication contraire, les informations mentionnées dans cette section peuvent être confirmées par la base de données cinématographiques IMDb,  présente dans la section « Liens externes ».
- Titre original : Tout fout le camp
- Réalisation : Mohamed Hamidi
- Scénario : Mohamed Hamidi et Alain-Michel Blanc, d'après le scénario original de Mariano Cohn et Gastón Duprat
- Musique : Ibrahim Maalouf
- Décors : Chloé Cambournac
- Costumes : Hadjira Ben-Rahou
- Photographie : Antoine Marteau
- Montage : Sanabel Cherqaoui
- Production : Christophe Cervoni et Marc Fiszman
- Sociétés de production : Axel Films, Janine Films, C8 Films et Apollo Films
- Société de distribution : Apollo Films
- Pays de production :  France
- Langue originale : français
- Format : couleur — 2,35:1
- Genre : comédie dramatique
- Durée : 96 minutes
- Dates de sortie :
  - France : 
    - 24 août 2022 (festival du film francophone d'Angoulême)
    - 14 septembre 2022 (en salles)

## Distribution
Sauf indication contraire, les informations mentionnées dans cette section peuvent être confirmées par la base de données cinématographiques IMDb,  présente dans la section « Liens externes ».
- Kad Merad : Samir Amin
- Fatsah Bouyahmed : Miloud
- Oulaya Amamra : Selma
- Brahim Bouhlel : Mehdi
- Zinedine Soualem : Hamid Mezouar, le responsable de la culture
- Soumaya Akaaboune : Rania Amara
- Anne-Élisabeth Blateau : Vanessa
- Brahim Bihi : le maire
- Asmahan : Saliha
- Louis Ould-Yaou : Gabriel Amin, le fils de Samir
- Hedi Bouchenafa : Mokthar Bakthi
- Jamel Debbouze : Le gardien du cimetière
- Mohamen Mehdi Ouazanni : le ministre

## Production

### Tournage
Bien que les événements du film se déroulent essentiellement en Algérie, le film a été tourné au Maroc.
Mohamed Hamidi déclare dans une interview « J’ai choisi le Maroc. Je connais bien le terrain, les équipes locales et les productions... En Algérie, même si quelques films et séries étrangères commencent à s’y tourner, ce n’est pas encore évident. ». De plus, s'il existe plusieurs villages et localité portant le nom de Sidi Mimoun, le réalisateur déclare que le village du film est « imaginaire, imaginé ».

## Accueil

### Critique
En France, le site allociné donne une moyenne de 3,3⁄5, après avoir recensé 18 critiques de presse.
La critique presse est partagée dans son ensemble, mais reste globalement positive. Pour une partie conséquente des critiques, le film est une réussite ne serait-ce que sur la description de l'Algérie à travers « sa complexité et sa richesse ». Ainsi, pour la critique de 20 Minutes, « Mohamed Hamidi signe un film dopé à la bienveillance qui réconcilie passé et avenir ». Pour CNews, c'est un « film désopilant, dépaysant, et plein d’espoir ».
Comédie dramatique « touchante et sensible, Citoyen d'honneur offre une image fidèle et juste de la société algérienne dans toute sa complexité et sa richesse, élégamment rythmée par les notes d'Ibrahim Maalouf », selon les mots de FranceInfo. Dans la même tonalité mais avec une interprétation plus politique, Le Figaro expose que « outre son côté solaire et léger, Citoyen d'honneur possède un autre atout majeur. Sous le couvert de la comédie, le film ose montrer les tensions actuelles, les divisions et les aspirations d'une jeunesse algérienne révoltée. ».
Olivier de Bruyn est plus mitigé quant à la mise en scène, jugée « juste fonctionnelle, [qui] n’est pas à la hauteur des promesses de son scénario ». La critique du Journal du Dimanche retient l'aspect comique du long-métrage se « régal[ant] [des] altercations [entre Kad Merad et Fatsah Bouyahmed], souvent burlesques et portées par des répliques à l’humour bon enfant, qui débouchent sur une amitié pleine de tendresse et de respect mutuel. ».
Là où certains ont pu voir dans ce film la description des tensions et complexités de la société algérienne actuelle, d'autres, au contraire, estiment que le film se montre trop lointain, voire aborde le sujet avec un certain conformisme, celui de ne rien bousculer. Pour La Voix du Nord, tout en restant « touchant », le film « refuse de se confronter à son propre sujet », alors que pour Les Fiches du cinéma « cette comédie [gentille et convenue] échoue à rendre tangible le bouleversement existentiel du protagoniste »,. Pour Le Monde, « si le cinéaste multiplie les rebondissements en abordant de nombreux thèmes (le statut des femmes, l’émancipation de la jeunesse, la place des artistes…), on a la sensation d’assister à des saynètes en enfilade dont la sortie de crise se loge bien souvent dans une sorte de statu quo confortable où, finalement, tout le monde retourne à sa place ».

### Box-office
Pour son premier jour d'exploitation en France, Citoyen d'honneur réalise 10 073 entrées, dont 1 866 en avant-première, pour 311 copies. Avec ce résultat, le film se positionne troisième du box-office des nouveautés derrière Le Tigre s'invita pour le thé (16 511) et devant Coup de théâtre (9 111). Au bout d'une première semaine d'exploitation, le long-métrage se classe sixième du box-office avec 57 538 entrées cumulées, derrière le marathonien Top Gun : Maverick (59 367) et devant Coup de théâtre (56 893).
| Pays ou région | Box-office      | Date d'arrêt du box-office | Nombre de semaines |
| -------------- | --------------- | -------------------------- | ------------------ |
| France         | 120 664 entrées | 25 octobre 2022            | 6                  |
| Total mondial  | - $             | -                          | -                  |